# 김정민 (1974년)
김정민(金淨民, 1974년 1월 1일 ~ )은 대한민국의 영화 감독이자 프로듀서이다.

## 학력
- 청주교육대학교부설초등학교 (졸업)
- 세광중학교 (졸업)
- 청석고등학교 (졸업)
- 청주대학교 영화학과 (졸업)

## 출연작

### 시트콤
- 1999년 MBC 일일시트콤 《남자 셋 여자 셋》 … 정민 역
- 2000년 MBC 주간시트콤 《세 친구》 … 김정민 역

### 영화
- 1998년 《남자이야기》
- 1998년 《실락원》
- 2001년 《그녀에게 잠들다》
- 2004년 《아라한 장풍대작전》
- 2005년 《친절한 금자씨》
- 2006년 《짝패》
- 2010년 《해결사》
- 2012년 《간첩》
- 2015년 《베테랑》
- 2017년 《여교사》
- 2017년 《군함도》
- 2018년 《너의 결혼식》